# Spoorlijn Žilina – Mosty u Jablunkova
De spoorlijn Žilina - Mosty u Jablunkova (lijn nummer 127) is een belangrijke  geëlektrificeerde dubbelsporige lijn in Slowakije. Ze verbindt de Slowaakse stad Žilina met Mosty u Jablunkova in Tsjechië via Čadca (Slowakije). In haar verlengde ligt op het Tsjechische grondgebied een lijn naar Bohumín (Moravië-Silezië). Lijn 127 maakt deel uit van de pan-europese corridor nummer VI. 

## Ligging
Het spoor verlaat het station van Žilina in noordelijke richting en volgt de Kysuca-rivier doorheen een vallei. Het kruist de Váh, loopt door het Beskiden-gebergte en steekt de landgrens over. Dan gaat het in een tunnel.
Verder, in een dal, begint de klim naar de Jablůnka-pas. Vervolgens loopt de lijn in het Moravisch-Silezische industriegebied parallel met de Olza, passeert Třinec en Český Těšín en eindigt in Bohumín.

## Geschiedenis
De aanleg van spoorlijn 127 begon in 1867. Het Tsjechische traject, van Bohumín naar Český Těšín, werd in februari 1869 als eerste in gebruik genomen.
Nadat de exploitanten financiële problemen ondervonden, werd een consortium opgericht : de Kaschau-Oderberger Bahn (KsOd). Deze maatschappij nam de aanleg over.

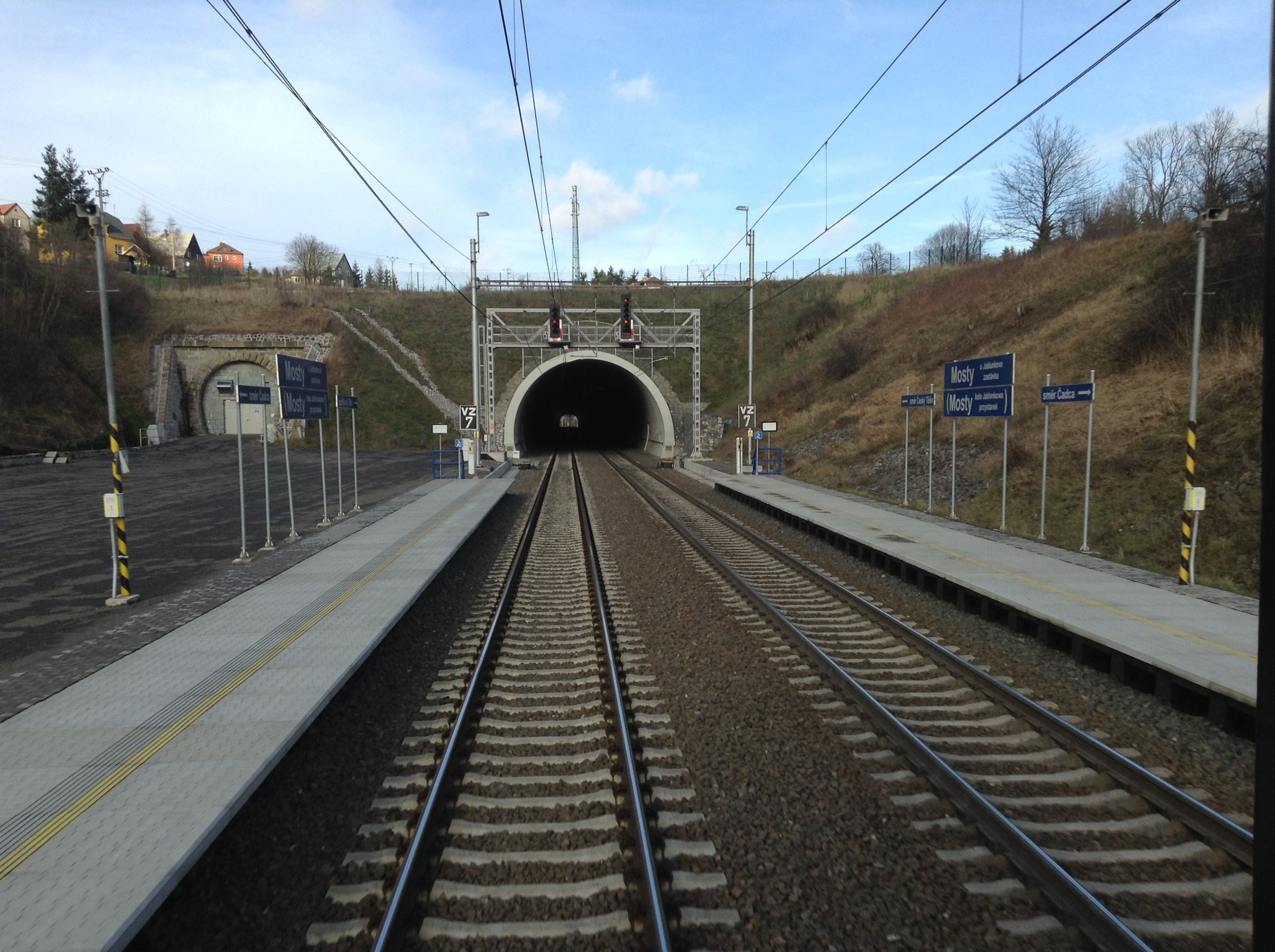
Jablunkova-tunnel

Op 8 januari 1871 werd de route van Český Těšín naar Žilina in dienst gesteld als onderdeel van de Košice-Bohumín-spoorweg. De haast bij de aanleg van de lijn ging gepaard met deugdelijkheidsverlies, met als gevolg dat in de eerste bedrijfsjaren herhaaldelijk herstellingswerkzaamheden nodig waren.
Met de bedoeling om het verkeer op veeleisende hellingen (tot 16 ‰) efficiënter te laten verlopen, werd het grenstraject Čadca - Mosty u Jablunkova in 1898 omgevormd tot dubbelspoor, behalve evenwel het spoor in de Jablunkova-tunnel.
De Tjechische sectie Mosty u Jablunkova - Český Těšín werd pas in 1907 dubbelsporig. Dieper in het Tsjechische binnenland volgde in 1915 het baanvak Český Těšín - Bohumín en in datzelfde jaar werd ook op het Slowaakse baanvak Čadca - Žilina het dubbelspoor aangelegd.
De verdubbeling van de Jablunkova-tunnel werd pas later (in 1917) verwezenlijkt door het graven van een tweede tunnel, eveneens met slechts één spoor.
In de jaren 1960 werd een deel van het traject omgeleid. Er werd een nieuw spoor aangelegd tussen Louky nad Olší (Tsjechië) en Dětmarovice. Laatstgenoemde gemeente ligt aan de spoorlijn Bohumín-Krakau (Polen). De voorheen gebruikte route van Louky nad Olší naar Bohumín wordt sedertdien alleen voor vrachtvervoer gebruikt.
Na de Tweede Wereldoorlog werd besloten om de spoorlijn Košice-Bohumín te elektrificeren. Op het grenstraject Čadca - Mosty u Jablunkova werd de elektrificatie voltooid in 1963. De rest van de lijn volgde in 1964.
Op 1 januari 1993 werd het beheer van de spoorlijn -als gevolg van het uiteenvallen van Tsjecho-Slowakije- gespitst. 
Het Slowaakse gedeelte werd overgedragen aan de Železnice Slovenskej republiky (ŽSR) en het Tsjechische deel aan de České dráhy (ČD).

### Modernisering
Vanaf 2007 werd een van de twee Jablunkova-tunnels tijdelijk gesloten en omgebouwd tot een dubbelsporige tunnel. Na de voltooiing van dit werk werd de andere tunnel buiten dienst gesteld en gedeeltelijk bedolven. Medio november 2009 gebeurden er instortingen.
In maart 2021 kondigde de infrastructuurbeheerder van de Slowaakse Spoorwegen een aanbesteding aan, voor de modernisering van het spoor op het traject van Čadca (Slowakije) tot de grens met Tsjechië (lengte: 4,9 kilometer). In de opknapbeurt was de bouw van geluidswerende muren en de installatie van nieuwe beveiligingsapparatuur inbegrepen. De activiteiten begonnen in het voorjaar van 2022, zouden 25 maanden duren en waren begroot op bijna 47 miljoen euro. Na de voltooiing van de werken zou de baanvaksnelheid 120 kilometer per uur worden.
| Traject                                                    | Lengte  | Begin van de werken | Voltooiing | Baanvaksnelheid |
| ---------------------------------------------------------- | ------- | ------------------- | ---------- | --------------- |
| Žilina (niet inbegrepen) – Krásno nad Kysucou (inbegrepen) | 18,9 km | juni 2008           | maart 2012 | 120 km/h        |
| Krásno nad Kysucou (niet inbegrepen) – Čadca (inbegrepen)  | 8,7 km  | -                   | -          | 80 km/h         |
| Čadca (niet inbegrepen) – grenspunt Slowakije/Tsjechië     | 4,9 km  | maart 2022          | 2024       | 80 km/h         |

## Treindienst
Spoorlijn 127 is een van de belangrijkste verbindingen tussen Slowakije en Tsjechië (samen met de Púchov - Horní Lideč-spoorlijn). Met onnauwkeurige tussenpozen van één tot drie uur rijden er een aantal langeafstandstreinen, onder meer met Praag als bestemming of herkomst.
Ook rijden er verscheidene binnenlandse treinen:
- in Slowakije: op het traject Žilina - Čadca (meestal),
- in Tsjechië: op het traject Bohumín - Jablunkov.

Het goederenvervoer is eveneens van groot belang.

## Stations en stopplaatsen

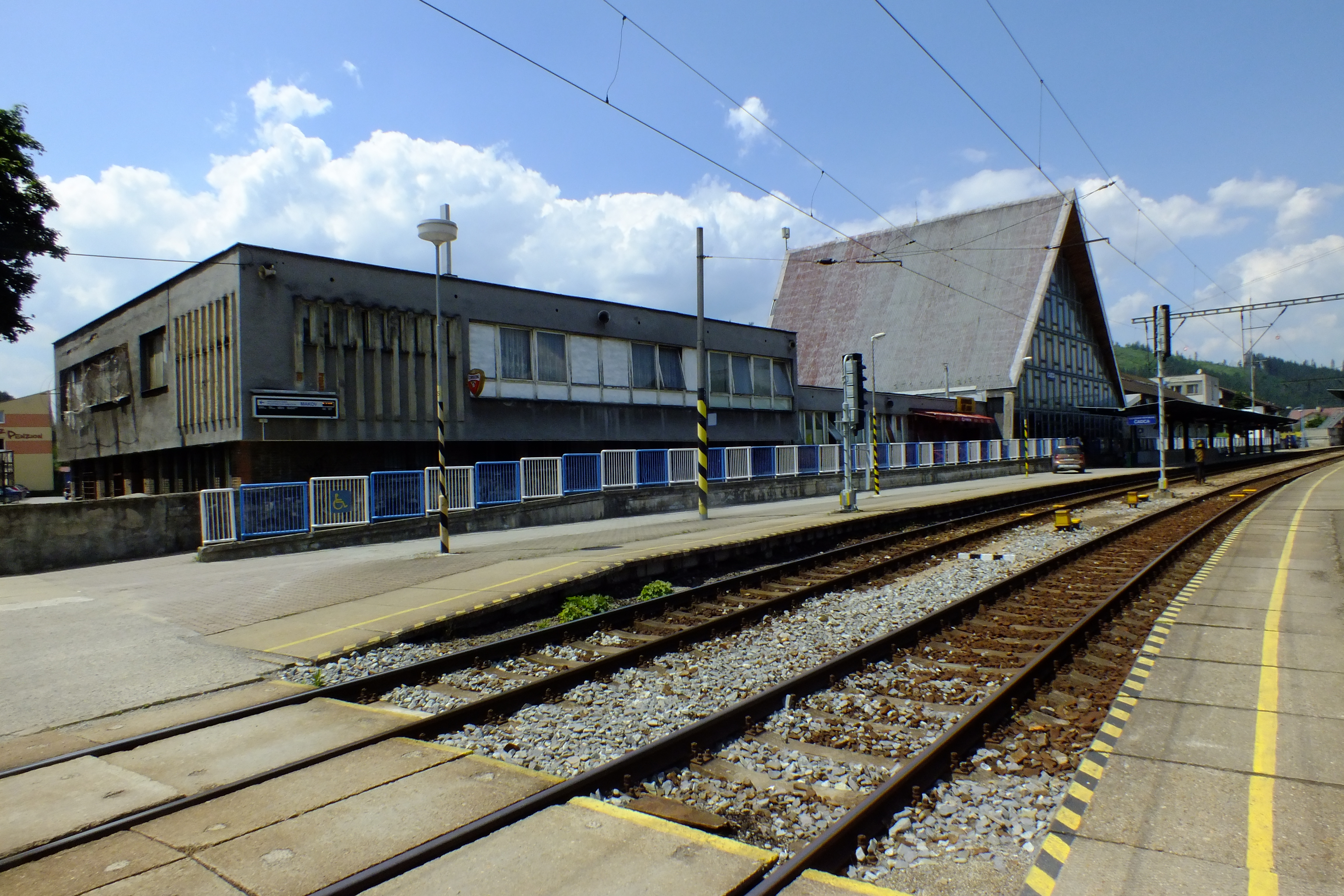
Station: Čadca

Stations en stopplaatsen op het Slowaakse spoorwegnet, tot aan de grens met Tsjechië: 
- Žilina
  - Vertakking naar Bratislava (lijn 120: Bratislava – Žilina)
  - Brug over de Váh
- Brodno[4]
  - Brug over de rivier: Kysuca[3]
- Rudina
- Kysucké Nové Mesto
- Ochodnica
- Dunajov
- Krásno nad Kysucou
- Oščadnica
- Čadca mesto
- Čadca
- Svrčinovec zastávka (Slowakije)
- Mosty u Jablunkova zastávka (Tsjechië)
  - Jablunkova-tunnel (dubbelsporig) (612 meter)
- Mosty u Jablunkova (Tsjechië)